# دلفین (رمان)
دلفین (به انگلیسی: Delphine) اولین رمان ژرمن دو استال است که در سال ۱۸۰۲ منتشر شد. این کتاب به سبک نامه‌نگارانه (به صورت یک سری نامه‌ها) نوشته شده‌است و حدود آزادی زنان در یک جامعه آریستوکراسی را بررسی می‌کند. اگرچه دو استال نیت سیاسی را نفی کرد، اما کتاب به اندازه کافی جنجالی بود و باعث شد که ناپلئون نویسنده را تبعید کند.